# Chan Cil
Chan Cil, sobrenombre de Cirilo Baqueiro Preve, fue un músico y compositor mexicano, nacido en San Francisco de Campeche cuando esta ciudad era parte de Yucatán, en 1849. Fallecido en Mérida, Yucatán, en 1910. Personaje legendario del Yucatán de la segunda mitad del siglo XIX y hermano menor del historiador yucateco Serapio Baqueiro Preve.
Chan Cil (Cirilito, en lengua maya) es considerado el patriarca de la trova yucateca en México. Desde muy joven dominó el violín y el arte de componer música sentimental que después se habría de convertir en una verdadera escuela y tradición en toda la península de Yucatán. Este arte, que ha cumplido ya más de un siglo y que se conoce con el nombre de trova yucateca, es emblemático de la cultura de esta región de México.

## Vida artística
Siendo niño emigró con su familia a Mérida, Yucatán. Ahí, su arte cobró gran notoriedad y aprecio entre la sociedad decimonónica y de principios del siglo XX. Se le reconocía como un "trovador antiguo que decía en canciones tiernas las tristezas de la vida".
Fue un autodidacta con profundo sentido musical, que acostumbraba improvisar sus canciones a partir de composiciones poéticas, propias y ajenas. José Peón Contreras, poeta de la época, fue uno de sus inspiradores preferidos. Su afán de improvisación hizo que gran parte de su obra quedara sin registro y por tanto inédita. 
Aparte de su dominio del violín, instrumento de su preferencia, también tocaba la guitarra, con los que participaba en fiestas, tertulias, saraos y serenatas. Chan Cil fue, en su ambiente y época, el típico trovador y bohemio, reclamado y apreciado por el pueblo.

"Chan Cil —el pequeño Cirilo— era el trovador más popular de mi pueblo. Si mal no recuerdo, Chan Cil, era un hombre pequeñito y un poco cargado de hombros y llevaba terciada a la espalda una mandolina. Componía y tocaba sus canciones. La letra era vulgar, sencilla y hasta torpe pero ¡qué sabor y qué regusto de pueblo había en ella!"

## Obra
Chan Cil puso música a versos de muchos poetas. Una de las más conocidas canciones musicalizadas por él fue la titulada En el abismo, poema original de José Peón Contreras, del que se cita un fragmento:

"En el abismo de tus negros ojos nacieron una noche mis pesares..., Por eso son mis penas tan negras y tan grandes..."

Fue reconocida también su vena satírica que expresaba mediante versos humorísticos cargados de doble intención que solía acompañar al ritmo de la huaracha. Un ejemplo de estos arranques de humor lo dio en ocasión a la llegada a Yucatán de la primera aplanadora de asfalto en los albores del siglo XX. A tal maquinaria pesada le compuso una cancioncilla llamada La Rafaelita, nombre atribuido por el pueblo a tal equipo. La canción satírica que arrobó a su público decía:

Ya llegó la Rafaelita, máquina de aplanar/Para aplanarle la crisma/al gobernador actual..."

Esta y muchas otras canciones festivas, como La Mestiza, alegraban los carnavales emeritenses en ese principio del siglo XX, en los que fue, tan imprescindible como aplaudido, el conjunto musical que dirigía Chan Cil.
El maestro Julián Carrillo, compositor mexicano, creador del sonido 13, incorporó una canción de Chan Cil  (¿Te acuerdas?) en una Suite que inauguró con la Orquesta Sinfónica Nacional (México) en 1920 llamada la Suite de los Naranjos,  nombre que derivó de los primeros versos de la canción:

"¿Te acuerdas niña de aquella tarde/ cuando en el bosque de los naranjos, juntos, tu y yo, mano entre mano/ nos dirigimos/ hacia el estanque donde sus rayos quebraba el sol...?

## Reconocimientos
- Hay una sala dedicada a él y su obra en el Museo de la canción yucateca.
- El ayuntamiento de Mérida instituyó a partir de 1985 la presea Chan Cil, para reconocer y premiar anualmente, a los trovadores yucatecos que han destacado con su actuación y con su entrega prolongada al arte.[3]